# Pietro Sotgiu
Pietro Sotgiu (Calangianus, 7 luglio 1921 – Genova, 23 maggio 2009) è stato un calciatore italiano, di ruolo ala.

## Carriera
Ha giocato 100 partite in Serie A con le maglie di Genoa ed Alessandria.
Inizia la carriera nella genovese Littorio Rivarolo, venendo ingaggiato nel 1941 dal Genova 1893. Con i genovani esordisce in campionato nella vittoria casalinga del 25 gennaio 1942 per 6-0 contro il Modena. Il miglior piazzamento ottenuto da Sotgiu durante la sua militanza con i rossoblù, durata sino al 1946, fu il quarto nella stagione 1941-1942.
All'inizio del 1945 Sotgiu giocò in prestito nella rappresentanza della Marina Nazionale Repubblicana nella Coppa Città di Genova, competizione che sostituì il normale campionato italiano di calcio, interrotto a causa della seconda guerra mondiale. Con la Marina Sotgiu ottenne il terzo posto finale.
Nel 1946 passa all'Alessandria, con cui esordisce nella sconfitta casalinga per 3-1 contro il Modena del 22 settembre 1946. Con i grigi gioca due stagioni in Serie A e due in cadetteria, retrocedendo in C al termine della Serie B 1949-1950.
Nel 1950 torna in Liguria per giocare nel Rapallo Ruentes, con cui ottiene l'undicesimo posto del Girone A della Serie C 1950-1951
Torna a giocare in cadetteria per due stagioni dal 1951 in forza alla Salernitana. Negli ultimi anni di carriera gioca in quarta serie con l'ArsenalSpezia e Nuorese.